# Leocadia Alba
Leocadia Alba y Abad (Valencia, 22 de enero de 1866-Madrid, 10 de diciembre de 1952) fue una actriz y tiple de zarzuela española.

## Biografía
Nacida en el seno de una dinastía teatral, era hija del actor Pascual Alba y hermana de la también actriz Irene Alba. Tía de Irene y Julia Caba Alba y tía-abuela de Irene, Julia y Emilio Gutiérrez Caba.

Tras incursiones escénicas siendo aun una niña, comenzó a actuar como tiple de zarzuela en el Teatro Martín de Madrid, siendo su debut la pieza Buenas noches, señor don Simón del Maestro Barbieri.

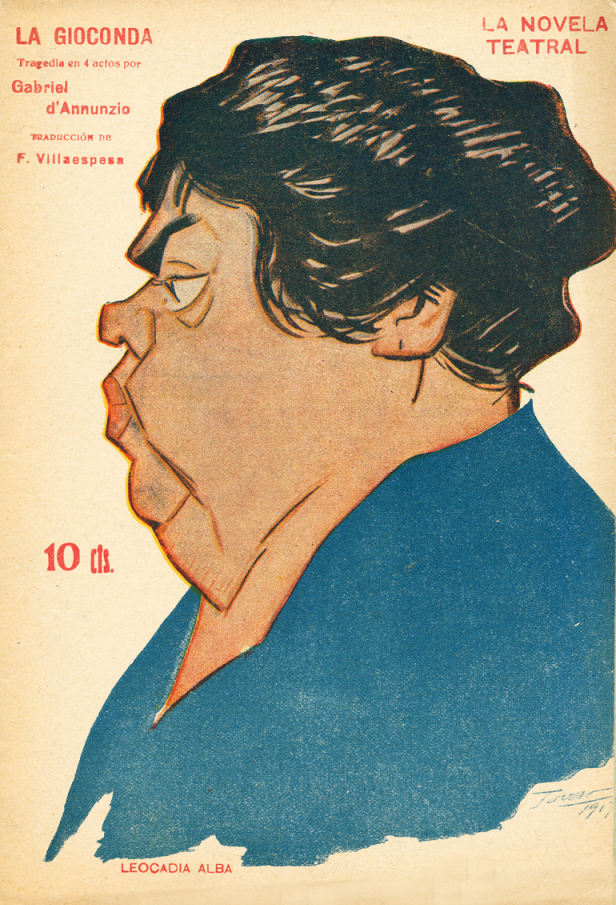
Caricaturizada por Tovar (1917)

Tras una gira por América, llegó su consagración en el Teatro Novedades y posteriormente —en la década de 1880— en el Teatro Apolo. Entre las obras de género chico que representó pueden destacarse La iluminada (1888), El año pasado por agua (1889), Las tentaciones de San Antonio (1890), La leyenda del monje (1890) y La verbena de la Paloma (1894), en la que dio vida a la Señá Rita.
Una vez superada su etapa como tiple de zarzuela, se dedicó de lleno a la interpretación destacando piezas como La fuerza bruta (1908), La escuela de las princesas (1909), La losa de los sueños (1911), La ciudad alegre y confiada (1916), La Inmaculada de los Dolores (1918) y La honra de los hombres (1919), todas ellas de Jacinto Benavente, Doña Clarines (1909), Puebla de las mujeres (1912) y Febrerillo, el loco (1919), las tres de los hermanos Álvarez Quintero, No somos nadie (1909) y Las figuras del Quijote (1910), ambas de Carlos Fernández Shaw, El jilguerillo de los parrales (1910), de Pedro Muñoz Seca, Canción de cuna (1911), de María Lejárraga, Fantasmas (1915), de Manuel Linares Rivas, El tacaño Salomón (1916) de Galdós, o La señorita de Trevélez (1916) y Para ti es el mundo (1929), ambas de Carlos Arniches.
Se retiró en 1933 tras representar Lo que hablan las mujeres en el Teatro Lara de Madrid. Fue enterrada en el cementerio de la Almudena.